# Alviniconcha
Alviniconcha é um género de moluscos mesogastrópodes do oceano profundo pertencentes à família Provannidae. O nome deriva do DSV Alvin (literalmente: "Concha de Alvin"). O género é parte da fauna das fontes hidrotermais de grande profundidade dos oceanos Pacífico e Índico.
O género integra a única espécie animal que se conhece derivar directamente a maioria da sua nutrição de uma relação endossimbiótica com proteobactérias.

## Espécies
Os exemplares usados para definir as espécies deste género eram conhecidos, mas até 2014 pensava-se que eles pertenciam todos à mesma espécie. O estudo genético "Molecular taxonomy and naming of five cryptic species of Alviniconcha snails (Gastropoda: Abyssochrysoidea) from hydrothermal vents" publicado em 2014 na revista Systematics and Biodiversity permitiu distinguir as cinco espécies de Alviniconcha, que povoam fontes hidrotermais na parte ocidental do oceano Pacífico e na zona já perto do oceano Índico.
O género Alviniconcha inclui cinco espécies:
- Alviniconcha adamantis S.B. Johnson, Warén, Tunnicliffe, Van Dover, Wheat, Schultz & Vrijenhoek, 2014
- Alviniconcha boucheti S.B. Johnson, Warén, Tunnicliffe, Van Dover, Wheat, Schultz & Vrijenhoek, 2014
- Alviniconcha hessleri  (Okutani & Ohta, 1988)
- Alviniconcha kojimai S.B. Johnson, Warén, Tunnicliffe, Van Dover, Wheat, Schultz & Vrijenhoek, 2014
- Alviniconcha marisindica Okutani, 2014
- Alviniconcha strummeri S.B. Johnson, Warén, Tunnicliffe, Van Dover, Wheat, Schultz & Vrijenhoek, 2014 (recebeu o nome em homenagem a Joe Strummer da banda The Clash[3])